# Palpopleura lucia
Palpopleura lucia – gatunek ważki z rodziny ważkowatych (Libellulidae). Występuje w Afryce Subsaharyjskiej i jest szeroko rozpowszechniony – od Senegambii na wschód po Etiopię i Somalię oraz na południe po RPA, także na Madagaskarze, Komorach oraz Wyspach Świętego Tomasza i Książęcej.
W RPA imago lata od listopada do końca maja. Długość ciała 28,5–31 mm. Długość tylnego skrzydła 23–24,5 mm.